# Uthus

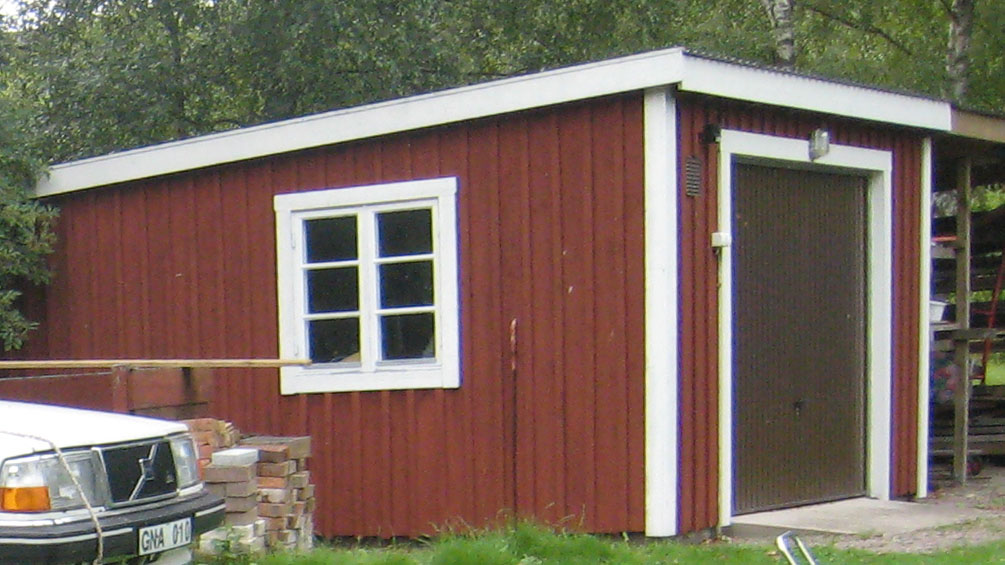
Uthus i Skåne

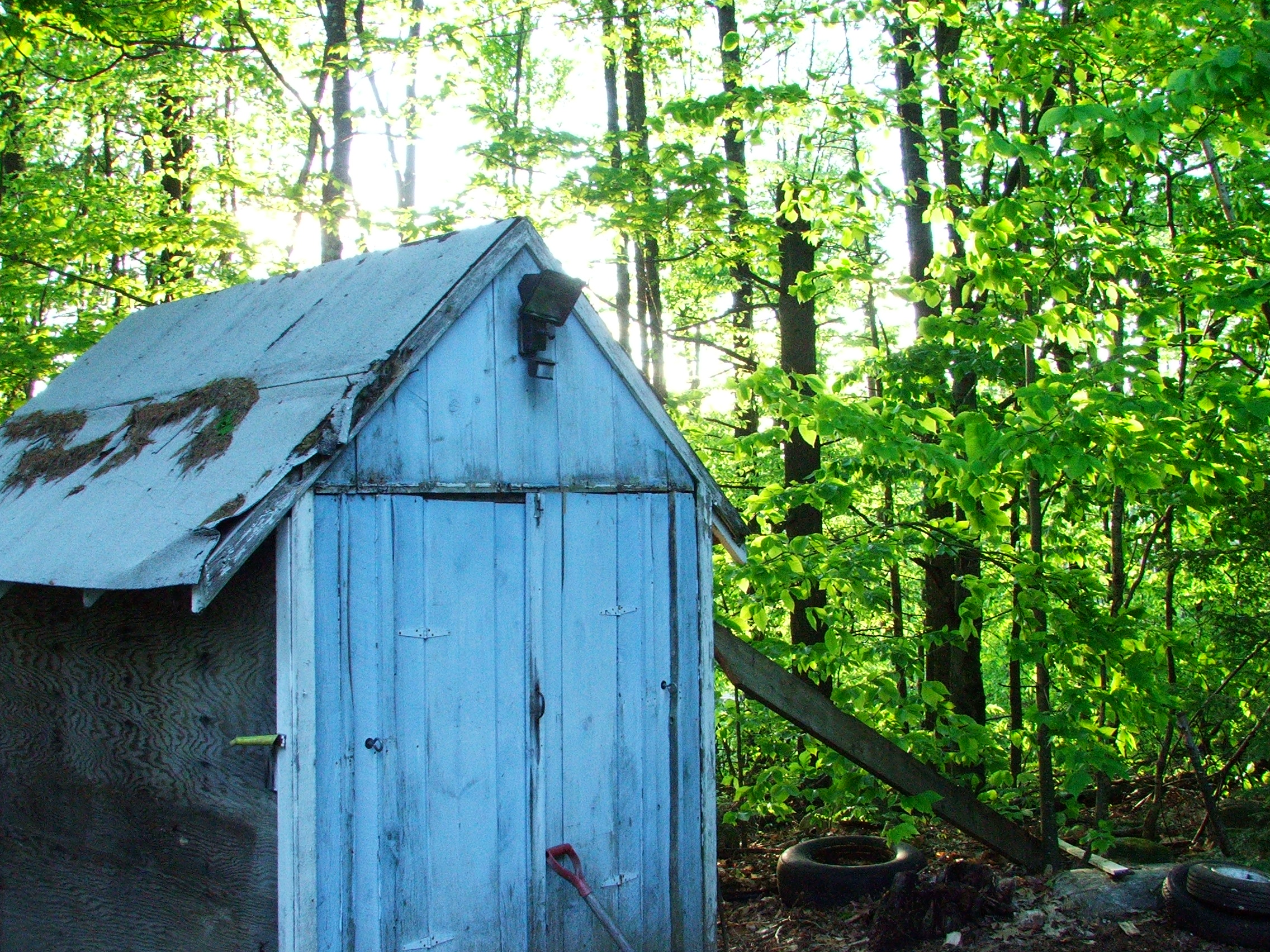
Uthus i Maine i USA

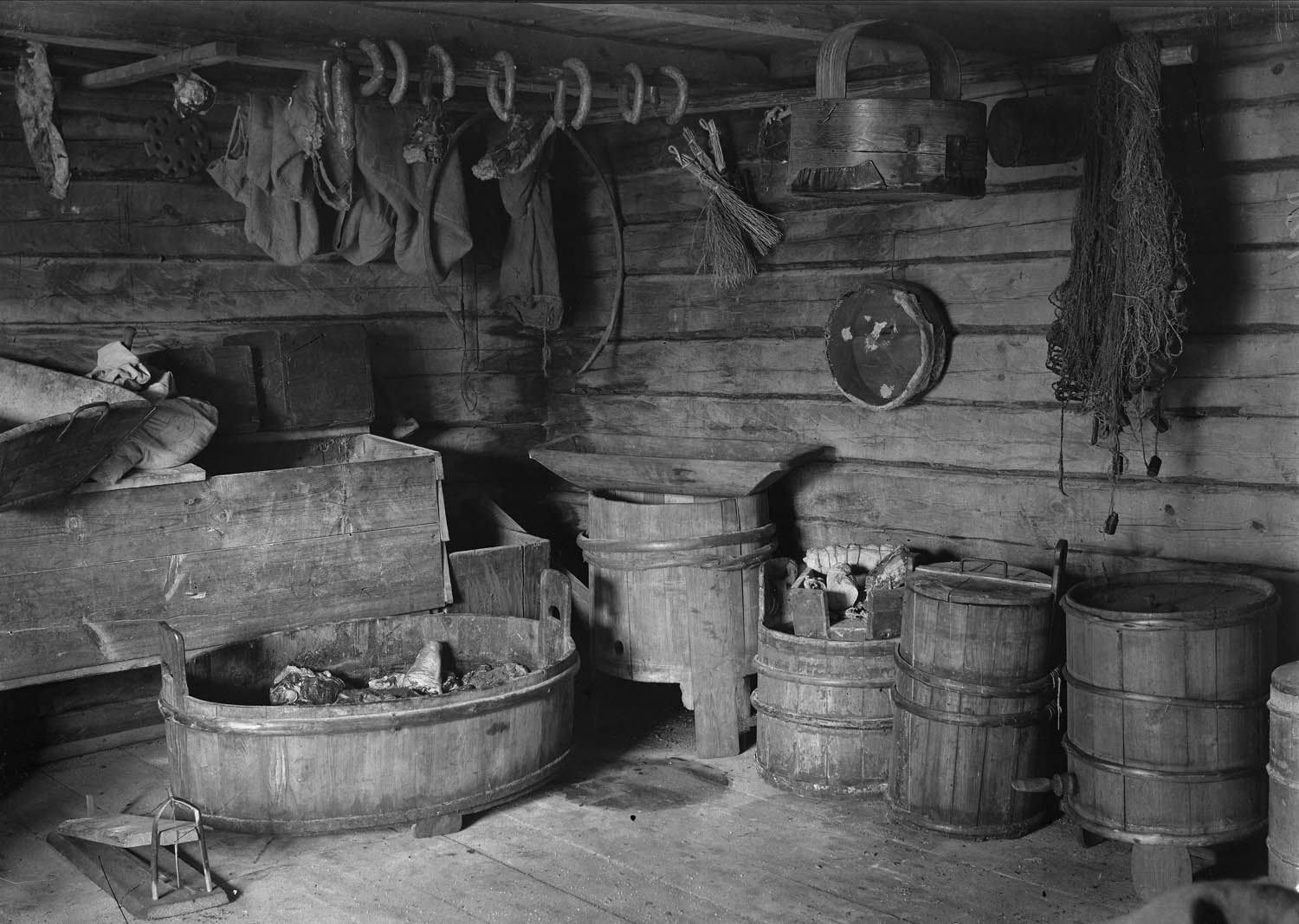
Matbod i Värmland, omkring 1919

Uthus är en ekonomibyggnad som oftast är oinredd och ouppvärmd, och som används som förråd, vedbod eller garage.
En äldre benämning är lider, som ibland kan vara en byggnad med tre väggar och tak, men utan golv och fjärde vägg eller port.